# Olej transformatorowy
Olej transformatorowy – olej mineralny lub olej syntetyczny stosowany w transformatorach jako izolator oraz pełniący funkcje chłodzące.
Olej transformatorowy jako ciecz elektroizolacyjna oraz materiał dielektryczny posiada zastosowania do chłodzenia urządzeń elektrycznych. Wykorzystywany jest do chłodzenia transformatorów oraz baterii dużych kondensatorów.
Olej transformatorowy może zawierać silnie toksyczne substancje rakotwórcze np. polichlorowane bifenyle (PCB), furany, dioksyny.